# Robert Vasa
Robert Francis Vasa (ur. 7 maja 1951 w Lincoln, Nebraska) – amerykański duchowny katolicki, biskup Santa Rosy w metropolii San Francisco od 2011.

## Życiorys
Do kapłaństwa przygotowywał się w Seminarium Świętej Trójcy w Dallas. Święcenia kapłańskie otrzymał z rąk Glennona Flavina, ówczesnego ordynariusza Lincoln, w dniu 22 maja 1976. W roku 1981 uzyskał licencjat z prawa kanonicznego na Uniwersytecie Gregoriańskim w Rzymie. Pracował w Trybunale Diecezjalnym, a także jako proboszcz kilku parafii w rodzinnej diecezji Lincoln. Od 1995 honorowy prałat Jego Świątobliwości, zaś w latach 1996-1999 wikariusz generalny diecezji.
19 listopada 1999 otrzymał nominację na ordynariusza Baker w Oregonie. Sakry udzielił mu metropolita John Vlazny. 24 stycznia 2011 mianowany koadiutorem biskupa Santa Rosy w Kalifornii. Sukcesję przejął 30 czerwca 2011, kiedy to dotychczasowy ordynariusz Daniel Francis Walsh złożył rezygnację.